# Shirogane no Ishi Argevollen
Shirogane no Ishi Argevollen (jap. 白銀の意思 アルジェヴォルン, Shirogane no Ishi Arujevorun, dt. „silberner Willen Argevollen“, vgl. auch Latein argentum ‚Silber‘ und dt. wollen) ist eine Anime-Fernsehserie des Animationsstudios Xebec von 2014.

## Handlung
Das Vereinigte Königreich von Arandas (アランダス連合王国, Arandasu rengō ōkoku) und der Staatenbund von Ingelmia (インゲルミア諸国統合体, Ingerumia shokoku tōgattai) führen seit Jahren einen erbitterten Krieg, wobei beide als Rückgrat ihrer Streitkräfte Trail Krieger (トレイルクリーガー, Toreiru Kurīgā) genannte Mechs verwenden. Das aufstrebende Ingelmia erlangt dabei die Oberhand, einerseits wegen seiner besseren Einheiten, andererseits aber auch durch die Inkompetenz der militärischen Führung von Arandas, die auf ihre „uneinnehmbare“ Grenzfestungslinie vertraut, die dann in einer Offensive Ingelmias überrannt wird.
Eine der Einheiten Arandas’, die den Rückzug der eigenen Truppen schützen soll, ist dabei die Achte Unabhängige Einheit mit dem anfangs unerfahrenen Protagonisten und Trail-Krieger-Piloten Susumu Tokimune (ススム・トキムネ). Angeführt wird die Einheit von dem stoischen Oberleutnant Samonji Ukyō (サモンジ・ウキョウ), unterstützt von seiner Stellvertreterin Suzushiro Saori (スズシロ・サオリ) und besteht neben Tokimune und zwei weiteren Mechpiloten – Silfy Appleton (シルフィー・アップルトン, Shirufī Appuruton) und Lorenz Giuliano (ロレンツ・ジュリアーノ, Rorentsu Juriāno) – aus insgesamt 16 Soldaten. Während des Rückzugs sieht Tokimune, wie ein ziviles Transportfahrzeug von einer Ingelmias-Einheit angegriffen wird, und versucht, diesem vergeblich eigenmächtig zu helfen. Die einzige Überlebende Jamie Hazaford (ジェイミー・ハザフォード, Jeimī Hazafōdō) eröffnet ihm, dass der Transporter eine Neuentwicklung der Kybernes Manufacturing Company, bei der sie als Ingenieurin arbeitet, enthält. Die Neuentwicklung stellt sich als ein neues Trail-Krieger-Modell namens Argevollen heraus, das vom Piloten mittels Gedanken gesteuert werden kann, und damit allen anderen Modellen hinsichtlich Beweglichkeit überlegen ist. Aus Not registriert Jamie auf Argevollen Tokimune als Pilot, der damit die Ingelmias-Einheit leicht zurückschlagen kann. Da diese Registrierung angeblich nicht mehr rückgängig gemacht werden kann, ist Tokimune nun fester Pilot von Argevollen.
Als die Armee von Ingelmia davon hört, ist sie interessiert, Argevollen in ihre Hände zu bekommen, insbesondere deren Mech-Pilotenass Schlein Richthofen (シュライン・リヒトフォーヘン, Shurain Rihitofōhen), was jedoch von deren Militärgeheimdienst hintertrieben wird. Aber auch Kybernas scheint eigene Ziele zu haben, da sie keine Anstalten machen, Argevollen wieder zurückzubekommen, sowie die Armeeführung von Arandas.

## Anime
Xebec kündigte Ende März 2014 die Entwicklung und Animation einer eigenen Mecha-Animeserie an. Das Seriendrehbuch stammt dabei von Tatsuo Satō, das von Atsushi Ōtsuki als Regisseur umgesetzt wurde.
Die 24 Folgen umfassende Serie wurde vom 3. Juli bis 18. Dezember 2014 auf Tokyo MX ausgestrahlt und mit Versatz von fünf Tagen auch auf MBS, TV Aichi, AT-X und BS11. Sie soll dann vom 29. Oktober 2014 bis 27. Mai 2015 auf acht DVDs und Blu-rays veröffentlicht werden.
Crunchyroll veröffentlicht die Serie als Simulcast mit deutschen, englischen, französischen, portugiesischen und spanischen Untertiteln in Nord- und Südamerika, Europa (ausgenommen Teilen Südost- und Osteuropas), dem Nahen Osten und Nordafrika.

### Synchronisation
| Rolle              | japanischer Sprecher (Seiyū) |
| ------------------ | ---------------------------- |
| Susumu Tokimune    | Ryōta Ōsaka                  |
| Jamie Hazaford     | Saori Ōnishi                 |
| Samonji Ukyō       | Hiroshi Tsuchida             |
| Suzushiro Saori    | Sayaka Ōhara                 |
| Silfy Appleton     | Harumi Sakurai               |
| Lorenz Giuliano    | Kenji Hamada                 |
| Schlein Richthofen | Takahiro Sakurai             |
| Julius Junios      | Shō Hayami                   |

### Musik
Die Musik zur Serie stammt von Kōtarō Nakagawa. Als Vorspanntitel wird Tough Intention, komponiert von Ryō Miyata, getextet und gesungen von Kotoko, verwendet sowie im Abspann Faith (フェイス, Feisu), komponiert und getextet von y0c1e (Hifumi, inc.) und gesungen von Sachika Misawa.